# Kinlaza
Else Kinlaza eren membres del Nlaza kanda o casa de Kinlaza, una de les cases governants del regne del Congo durant el segle xvii. Va ser una de les principals faccions durant la Guerra Civil del Congo junt als kanga Kimpanzu i Kinkanga a Mvika.

## Etimologia
En kikongo, la llengua del regne del Congo, el nom del kanda és Nlaza. La forma de classe ki- /-i, que sovint es refereix a la pertinença en una categoria (i, per tant, inclou, per exemple, els noms de les viles) és Kinlaza. D'aquesta manera, la referència portuguesa a la facció com a "Casa de Kinlaza" es pot entendre com la "Casa de Nlaza".

## Història
La Casa de Kinlaza es va formar a partir de la dinastia iniciada pel rei Álvaro VI. Els Kinlaza va arribar al poder enderrocant la casa de Kimpanzu, que havia ocupat el tron des del derrocament de Garcia I fins a l'ascensió d'Álvaro. Els Kinlaza va continuar governant el Congo fins a la seva guerra civil, quan els reis de Kimpanzu i Kinlaza ocupaven o reclamaven el tron. Després de la restauració del regne el 1709, i el sistema de compartiment de poders de Pedro IV, els Kinlaza compartien el poder amb les altres branques. La seva branca septentrional, fundada per João II a Mbula (o Lemba) va fer una reclamació sobre el tron, però la branca d'aquesta família que va donar suport a Pedro IV i es va oposar a la germana de João, Elena, i en 1710 va ser capaç finalment de convertir-se en rei del Congo quan Garcia IV va arribar al poder el 1743. Una branca meridional, liderada per Ana Afonso de Leão, no va tenir el poder durant molt de temps i, de fet, el seu territori nacional de Nkondo (Mucondo) era la seva base primària. No obstant això, el 1779, els Kinlaza del sud van arribar al poder amb l'ascens de José I i van mantenir el poder fins que José fou succeït pel seu germà Afonso V en 1785. La crisi que va seguir la mort d'Afonso V l'any 1787, va deixar fora del poder els kinlaza meridionals.
El segon rei Pedro V (1856-1885) va poder tenir connexions amb les kinlaza del sud en el segle xix, ja que la seva base a Mbembe estava propera a les terres del Nkondo, encara que no s'hi havia establert una connexió clara.